# Relacions entre Croàcia i Montenegro
Les relacions entre Croàcia i Montenegro són relativament amistoses des de la fi de la guerra de la independència croata, si bé hi segueix havent una disputa fronterera entre els dos estats.
Croàcia disposa d'una ambaixada a Podgorica i d'un consulat general a Kotor mentre que Montenegro disposa d'una ambaixada a Zagreb.

## Història
L'any 2002, els dos països van signar un acord per establir el destí de la disputada província de Prevlaka a l'entrada de la badia de Kotor, en favor de Croàcia, facilitant la retirada de la Missió d'Observadors de les Nacions Unides a Prevlaka. El tractat aplica a Montenegro des de la seva independència. Els països van acordar resoldre totes les possibles disputes al Tribunal Internacional de Justícia.
Croàcia va reconèixer la independència de Montenegro el 12 de juny de 2006. Les relacions diplomàtiques formals es van establir el 7 de juliol de 2006.